# I Fell In Love With The Devil
I Fell In Love With The Devil (с англ. — «Я влюбилась в дьявола») — четвёртый по счёту сингл c шестого студийного альбома Head Above Water канадской певицы Аврил Лавин. Работала она над этой песней вместе с продюсером Крисом Басфордом. Аврил поделилась в своем Instagram аккаунте с фанатами, что она написала эту песню в напоминание себе, что некоторые «токсичные» люди могут маскироваться под ангелов. Песня основана на её реальных отношениях, которые длились во время её болезни Лайма. Песня была выпущена 28 июня 2019 года. Сам клип был выпущен 15 июля 2019 года.

## Предыстория и релиз
7 февраля Аврил написала об этой песне: «Иногда ваше сердце конфликтует с вашей головой и приводит вас к ситуациям, которые, как вы знаете, являются неправильными и из них очень трудно выбраться. Я также спродюсировала эту песню с Крисом Бейсфордом». «I Fell in Love with the Devil» — это песня о токсичных отношениях. 7 июня 2019 года она была объявлена четвёртым синглом и официально вторым синглом с альбома.

## Критика
В обзоре альбома Head Above Water, Ариэль Гордон из Pitchfork сказал: «К сожалению, многие из её высказываний, напротив, черствые и скучные. Даже в самые сильные моменты в лирике нет ничего откровенного». Зои Кэмп из Spin также была неблагоприятна в своем обзоре, заявив, что Лавин сделала "технически слабый удар по душе в сингле «I Fell in Love with the Devil». Александра Поллард из The Independent была более позитивной в своем обзоре песни, заявив, что «голос Лавин достигает новых высот». Эмили Землер из Rolling Stone назвала его «эмоциональным гимном» и «душераздирающим номером», а затем заявила, что «I Fell in Love with the Devil» — это гораздо более эмоциональный трек, чем её предыдущие синглы, 'Head Above Water' и 'Dumb Blonde'.

## Музыкальное видео
Музыкальное видео на песню было снято Эллиоттом Лестером, который ранее был режиссёром «Head Above Water», и его премьера состоялась 15 июля 2019 года. Лавин поделилась тизерными фотографиями съемок видеоклипа, что позже вызвало обвинения в её антирелигиозности, из-за использования религиозных изображений для продвижения песни. Некоторые сцены были сняты на ранчо Golden Oak Ranch в Ньюхолле, Калифорния. В видеоклипе Лавин изображена за рулем катафалка, перевозящего её собственный гроб. Позже её видят в темном лесу в готическом ансамбле, с серебряным крестом. Зейн Карни, сыгравший в песне на баритон-гитаре, изображен в качестве Люцифера.